# Lefua nishimurai
Lefua nishimurai — вид коропоподібних риб родини немахейлових (Nemacheilidae). Описаний у 2024 році.

## Назва
Видова назва присвячена Тосіакі Нісімурі, який першим морфологічно виділив цей новий вид.

## Поширення
Ендемік Японії. Поширений в дренажній системі річки Кудзурю в префектурі Фукуї на заході острова Хонсю.